# Łopatno (przystanek kolejowy)
Łopatno – dawny przystanek osobowy kolejki wąskotorowej we Wzorach, w gminie Iwaniska, w powiecie opatowskim, w województwie świętokrzyskim.